# Zhang Shuai (Tennisspielerin)
Zhang Shuai (chinesisch 張帥 / 张帅, Pinyin Zhāng Shuài; * 21. Januar 1989 in Tianjin) ist eine chinesische Tennisspielerin.

## Karriere

### Juniorenlaufbahn und frühe Jahre: 2003 bis 2008
Zhang Shuai, deren Vater Zhang Zhi Qiang Profifußballer, ihre Mutter Wang Fen Quin Basketballerin war, begann im Alter von sechs Jahren im Club ihrer Eltern mit dem Tennissport. 2003 spielte sie ihr erstes Turnier auf dem ITF Women’s Circuit, Anfang 2006 gewann sie ihren ersten Profititel. Im gleichen Jahr gewann sie drei weitere ITF-Turniere, zwei davon der $25.000-Kategorie, und debütierte in Peking auf der WTA Tour, nachdem sie von den Veranstaltern eine Wildcard für die Qualifikation erhalten hatte. Wenngleich sie bereits in der ersten Runde ausschied, durfte sie in Guangzhou, ebenfalls mit einer Wildcard bedacht, im Hauptfeld starten und verlor in der ersten Runde in drei Sätzen gegen Anna Tschakwetadse.
Anfang 2007 trat Zhang bei den Australian Open erstmals in der Qualifikation eines Grand-Slam-Turniers an, scheiterte jedoch schon zum Auftakt. Nachdem sie anschließend bei ITF-Turnieren in Amerika wenig Erfolg hatte, reiste sie zurück nach China und gewann dort vier Turniere in Folge, darunter auch erstmals eines der $50.000-Kategorie. Es folgten ein weiterer Turniersieg und zwei Finalteilnahmen auf der ITF Tour, auf WTA-Ebene blieb sie jedoch weiterhin ohne Erfolg in einem Hauptfeld. 2008 konnte Zhang sich bei den US Open erstmals für die Hauptrunde eines Grand-Slam-Turniers qualifizieren, verlor jedoch zum Auftakt gegen Swetlana Kusnezowa. Ende 2009 überraschte sie in Peking, als sie mit einer Wildcard startend die Weltranglistenerste Dinara Safina ausschaltete und ins Achtelfinale einzog, in dem sie Marion Bartoli unterlag.

### 2009 bis 2012
Im Jahr darauf qualifizierte sich Zhang bei den French Open erstmals für das Hauptfeld, verlor jedoch gegen Nadja Petrowa. Im Anschluss erreichte sie in Peking ein Endspiel bei einem ITF-Turnier der $75.000-Kategorie und rückte in Guangzhou in ihr erstes WTA-Halbfinale vor, in dem sie an Alla Kudrjawzewa scheiterte. Durch das Erreichen eines weiteren Halbfinals bei einem ITF-Turnier der $100.000-Kategorie in Ningbo, kletterte sie im Ranking erstmals unter die Top 100 der Tennisweltrangliste. 2011 versuchte sich Zhang auf der WTA-Tour zu etablieren, jedoch nur mit mäßigem Erfolg. Zwar startete sie im Hauptfeld aller vier Grand-Slam-Turniere, schied dabei aber stets in der ersten Runde aus. Ihr bestes Saisonergebnis hatte sie in Kopenhagen, wo sie ins Viertelfinale kam. Im Doppel konnte sie an der Seite von Kimiko Date-Krumm in Osaka nach einem Sieg im Endspiel gegen Vania King und Jaroslawa Schwedowa ihren ersten WTA-Titel erringen. 2012 folgten zwei weitere Titel, zunächst in Oeiras, wo sie diesmal zusammen mit Chuang Chia-jung erneut Schwedowa und Galina Woskobojewa besiegte, und anschließend in Guangzhou. Dort gewann sie den Titel gemeinsam mit Tamarine Tanasugarn nach einem Finalerfolg über Jarmila Gajdošová und Monica Niculescu. Im selben Jahr erzielte sie in der Doppelkonkurrenz der US Open, ebenfalls an der Seite von Chuang, erstmals das Viertelfinale eines Grand-Slam-Turniers; im Einzel kam sie danach lediglich in Peking über die erste Runde hinaus und erzielte beim ITF-Turnier der $100.000-Kategorie in Ningbo das Endspiel.

### 2013 und 2014
2013 fokussierte sich Zhang zunächst wieder stärker auf die ITF-Tour und gewann einen Titel bei einem Turnier der $75.000-Kategorie. Ende des Jahres gewann sie dann in Guangzhou nach einem Finalerfolg über Vania King überraschend ihren ersten WTA-Einzeltitel, bei dem sie im gesamten Turnierverlauf keinen Satz abgab, und erzielte in der Folgewoche bei einem Turnier der WTA Challenger Series in Ningbo ebenfalls das Endspiel, in dem sie Bojana Jovanovski unterlag. Durch den Sieg bei einem weiteren WTA-Challenger in Nanjing, wo sie das Finale nach Aufgabe von Ayumi Morita gewann, verbesserte sie sich in der Weltrangliste zum Saisonende bis auf Position 51. 2014 spielte Zhang ihr erstes komplettes Jahr auf der WTA-Tour und erreichte dabei drei Halbfinals in Acapulco, Kuala Lumpur sowie beim Premier-Turnier in Birmingham. Ihr bestes Einzelergebnis hatte sie in Rom, wo sie nach ihrem zweiten Top-10-Erfolg in der zweiten Runde gegen Petra Kvitová, bis ins Viertelfinale vorstieß, in dem sie erst von Serena Williams gestoppt wurde. Obwohl Zhang im Ranking danach für kurze Zeit die Top 30 erreichte, blieb sie bei den vier Grand-Slam-Turnieren sieglos. Zusammen mit ihrer Landsfrau Peng Shuai gewann sie in Pattaya ihren dritten WTA-Titel im Doppel. Bei den Asienspielen 2014 in Incheon unterlag sie Finale des Mannschaftswettbewerbs zusammen mit Duan Yingying, Zheng Jie und Zheng Saisai dem Team aus Taiwan und gewann Silber.

### Absturz und Durchbruch: 2015 bis 2018
Nach einem schwachen Jahr 2015, in dem Zhang bis zu ihrem Sieg zum Saisonabschluss beim ITF-Turnier der $100.000-Kategorie in Tokio nur einen Hauptrundenerfolg auf WTA-Ebene sowie eine Viertelfinalteilnahme auf der ITF-Tour verbuchen konnte, fiel sie deutlich aus den Top 100 der Weltrangliste heraus. 2016 meldete sie sich jedoch eindrucksvoll zurück, als sie bei den Australian Open als Qualifikantin nach zuvor 14 Niederlagen in der ersten Runde, zum Auftakt gegen die Weltranglistenzweite Simona Halep ihren ersten Sieg im Hauptfeld eines Grand-Slam-Turniers erzielen konnte und daraufhin bis ins Viertelfinale vorrückte, in dem sie von Johanna Konta geschlagen wurde. Bei den Olympischen Spielen in Rio de Janeiro besiegte sie in der Einzelkonkurrenz zunächst Timea Bacsinszky, bevor sie in der zweiten Runde Laura Siegemund unterlag. Im Doppelwettbewerb ging sie mit Peng Shuai an den Start; die beiden setzten sich zum Auftakt gegen Sania Mirza und Prarthana Thombare durch, schieden jedoch in der zweiten Runde gegen die an Position sechs gesetzten Andrea Hlaváčková und Lucie Hradecká aus. Bis zum Saisonende konnte Zhang noch zwei weitere Halbfinals in Tokio und Seoul sowie ihr erstes Viertelfinale bei einem Premier Mandatory-Turnier in Peking erreichen, wo sie zum zweiten Mal in der Saison gegen Simona Halep gewinnen konnte, bevor sie erneut von Johanna Konta gestoppt wurde. Durch ihre guten Resultate, erhielt sie zudem eine Wildcard für die WTA Elite Trophy in Zhuhai. Dort kam sie nach zwei Vorrundensiegen gegen Timea Bacsinszky und Tímea Babos bis ins Halbfinale, in dem sie an Petra Kvitová scheiterte. Die Saison noch nicht beendend, verteidigte sie anschließend ihren Titel in Tokio und zog beim WTA-Challenger in Honolulu ins Finale ein, das sie gegen Catherine Bellis verlor. Am Ende des Jahres erzielte sie mit Platz 23 ihre bislang höchste Weltranglistenposition.
2017 erreichte Zhang in Doha nach ihrem dritten Top-10-Sieg gegen Garbiñe Muguruza erstmals das Viertelfinale, in dem sie Karolína Plíšková chancenlos unterlag. Anschließend durchschritt sie eine längere Phase mit schwächelnder Form, aus der sie sich erst mit dem Einzug in die dritte Runde der French Open befreite. Nachdem sie dann in Nur-Sultan bei einem ITF-Turnier der $100.000-Kategorie ohne Satzverlust triumphierte, kehrte sie auf die WTA-Tour zurück und erzielte dort bei den US Open die dritte Runde, bevor sie das Turnier von Guangzhou nach einem Sieg über Aleksandra Krunić im Endspiel zum zweiten Mal nach 2013 gewinnen und ihren zweiten WTA-Einzeltitel feiern konnte. Zum Saisonende gewann sie zum dritten Mal in Serie in Tokio und errang diesmal auch in Honolulu. Gemeinsam mit Lu Jingjing qualifizierte sie sich für den Doppelwettbewerb der WTA Elite Trophy 2017, bei der sie bis ins Endspiel kamen und dort Duan Yingying und Han Xinyun deutlich unterlagen.
Auch 2018 erzielte Zhang, bis auf ein Halbfinale in Prag auf Sandplatz, ihre besten Saisonleistungen bei Hartplatzturnieren auf dem asiatischen Kontinent. Nach einem Erstrundenausscheiden bei den US Open, erreichte sie nacheinander das Halbfinale in Hiroshima und Hongkong und gewann zudem bei beiden Turnieren die Doppelkonkurrenz; in Hiroshima an der Seite von Eri Hozumi und in Hongkong gemeinsam mit Samantha Stosur. Dazu kam im selben Jahr ein weiterer Doppeltitel in Istanbul an der Seite von Liang Chen. Zhang beendete das Jahr im Einzel mit einem Einzug in die dritte Runde von Wuhan sowie dem Erreichen des Viertelfinals in Peking nach einem Erfolg über Angelique Kerber, in dem sie gegen Naomi Ōsaka verlor. In New York stand sie zudem mit John Peers zum ersten Mal im Halbfinale eines Mixed-Wettkampfes bei einem Grand-Slam-Turniers. Bei der WTA Elite Trophy durfte sie nach 2016 wieder mit einer Wildcard im Einzel antreten, schied jedoch nach zwei Niederlagen gegen Anastasija Sevastova und Garbiñe Muguruza sieglos in der Gruppenphase aus. Dennoch konnte sie auch dieses Jahr zum dritten Mal in Folge in den Top 50 des Rankings abschließen.

### Seit 2019
2019 gelang Zhang zum Saisonbeginn mit dem Titeltriumph im Doppel bei den Australian Open an der Seite von Samantha Stosur der bis dahin größte Erfolg ihrer Karriere; im Finale setzten sich die beiden gegen die an Position zwei gesetzten Kristina Mladenovic und Tímea Babos durch. Im Endspiel des Premier Mandatory-Turniers von Miami unterlagen sie Aryna Sabalenka und Elise Mertens. Dagegen fielen Zhangs Leistungen im Einzel zunächst deutlich ab. So kam sie in der ersten Saisonhälfte auf WTA-Ebene kein einziges Mal über die zweite Runde hinaus. Ihr bestes Resultat erzielte sie beim WTA-Challenger in Anning, wo sie ins Finale vorrückte, sich dort aber ihrer Landsfrau Zheng Saisai geschlagen geben musste. Erst in Wimbledon meldete sie sich nach einem Sieg über Caroline Wozniacki und dem Einzug in ihr zweites Grand-Slam-Viertelfinale, in dem sie an der späteren Siegerin Simona Halep scheiterte, zurück. Durch das Erreichen der dritten Runde von New York sowie ihrem insgesamten vierten Triumph bei den Ando Securities Open in Tokio konnte sie auch diese Saison unter den besten 50 der Weltrangliste überwintern. Trotz eines weiteren verlorenen Endspiels in Nanchang an der Seite von Peng Shuai gegen Wang Xinyu und Zhu Lin, qualifizierte sich Zhang zusammen mit Samantha Stosur erstmals für die WTA Championships 2019 in Shenzhen. Nach zwei Vorrundensiegen über Gabriela Dabrowski und Xu Yifan sowie Barbora Krejčíková und Kateřina Siniaková stießen sie gemeinsam bis ins Halbfinale vor, in dem sie diesmal gegen Babos und Mladenovic unterlagen.
Zum Auftakt der Saison 2020 in Hobart erzielte Zhang das Finale im Einzel wie auch im Doppel. Ihren dritten WTA-Einzeltitel verpasste sie jedoch nach einer Niederlage gegen Jelena Rybakina und musste sich anschließend zusammen mit ihrer Partnerin auch im Doppelendspiel Sania Mirza und Nadija Kitschenok geschlagen geben. Bei den anschließenden Australian Open zog sie in die dritte Runde ein und verlor dort gegen die spätere Siegerin Sofia Kenin. Nach der coronabedingten Saisonunterbrechung stieß sie bei den verschobenen French Open erstmals ins Achtelfinale vor, dort unterlag sie Petra Kvitová.
2021 rückte für Zhang das Doppel immer mehr in den Vordergrund. Gemeinsam mit Stosur, mit der sie 2019 bereits bei den Australian Open triumphierte, gewann sie zunächst die Doppelkonkurrenz von Cincinnati, wo sich die beiden im Finale gegen Gabriela Dabrowski und Luisa Stefani durchsetzten und anschließend bei den US Open 2021 ihren zweiten Grand-Slam-Titel. Gegnerinnen im Finale waren Coco Gauff und Caty McNally. Außerdem erreichte sie gemeinsam mit John Peers das Halbfinale des Mixed-Wettbewerbs von Wimbledon, in dem sie sich den späteren Siegern Neal Skupski und Desirae Krawczyk geschlagen geben mussten, und holte zum Jahresabschluss in Ostrava, diesmal mit Sania Mirza zusammen nach Sieg gegen Kaitlyn Christian und Erin Routliffe, ihren dritten Saisontitel. Auch in Courmayeur stand Zhang anschließend mit Eri Hozumi im Finale, der Titel ging aber an Wang Xinyu und Zheng Saisai. Bei ihrem zweiten Auftritt bei den zum Jahresende ausgetragenen WTA Championships der acht besten Doppelteams in Guadalajara, schieden Zhang und Stosur in der Gruppenphase aus. Zwar konnten sie Shūko Aoyama und Ena Shibahara, verloren jedoch beide Partien gegen Nicole Melichar-Martinez und Demi Schuurs sowie Darija Jurak und Andreja Klepač.
Im Einzel hingegen beendete Zhang die Saison mit einer negativen Bilanz. Dennoch stand sie in Nottingham in ihrem insgesamt vierten WTA-Einzelfinale, verlor dieses jedoch gegen Johanna Konta. Daneben kam sie beim Turnier in Palermo ins Halbfinale und erreichte zum Saisonabschluss in Angers noch einmal das Endspiel eines WTA Challengers, in dem sie Witalija Djatschenko chancenlos unterlag.
Zu Beginn der Saison 2022 kam Zhang bei den Australian Open bis in die dritte Runde des Einzelwettbewerbs sowie zum dritten Mal in ihrer Karriere mit Peers bis ins Halbfinale beim Mixed, wo sie an den späteren Siegern Kristina Mladenovic und Ivan Dodig scheiterten. In der Doppelweltrangliste erzielte sie zudem mit Platz sieben ihre bislang beste Weltranglistenposition.
2007 gab Zhang bei der 0:5-Viertelfinalniederlage gegen Italien ihren Einstand für die chinesische Fed-Cup-Mannschaft. Seitdem hat sie für ihr Land 21 Begegnungen im Einzel und Doppel bestritten, von denen sie 13 gewinnen konnte (Einzelbilanz 7:7).

## Turniersiege

### Einzel
| Nr. | Datum              | Turnier         | Kategorie         | Belag             | Finalgegnerin         | Ergebnis         |
| --- | ------------------ | --------------- | ----------------- | ----------------- | --------------------- | ---------------- |
| 1.  | 19. Februar 2006   | Shenzhen        | ITF $10.000       | Hartplatz         | Ji Chunmei            | 6:1, 2:6, 6:1    |
| 2.  | 26. Februar 2006   | Shenzhen        | ITF $10.000       | Hartplatz         | Chen Yanchong         | 6:4, 6:2         |
| 3.  | 4. Juni 2006       | Tianjin         | ITF $25.000       | Hartplatz         | Xie Yanze             | 6:2, 3:6, 6:0    |
| 4.  | 27. August 2006    | Nanjing         | ITF $25.000       | Hartplatz         | Xie Yanze             | 6:3, 1:6, 6:4    |
| 5.  | 6. Mai 2007        | Chengdu         | ITF $25.000       | Hartplatz         | Ren Jing              | 6:2, 6:75, 6:0   |
| 6.  | 13. Mai 2007       | Chengdu         | ITF $25.000       | Hartplatz         | Xu Yifan              | 6:2, 6:3         |
| 7.  | 10. Juni 2007      | Changsha        | ITF $25.000       | Hartplatz         | Regina Kulikowa       | 6:3, 6:4         |
| 8.  | 17. Juni 2007      | Guangzhou       | ITF $50.000       | Hartplatz         | Regina Kulikowa       | 6:3, 6:3         |
| 9.  | 8. Juli 2007       | Nagoya          | ITF $25.000       | Hartplatz         | Regina Kulikowa       | 6:3, 6:1         |
| 10. | 8. März 2009       | Lyon            | ITF $10.000       | Hartplatz (Halle) | Claire Feuerstein     | 1:6, 6:1, 6:3    |
| 11. | 24. Mai 2009       | Nagano          | ITF $25.000       | Teppich           | Nikola Hofmanova      | 5:7, 6:2, 6:3    |
| 12. | 5. Juli 2009       | Xiamen          | ITF $25.000       | Hartplatz         | Duan Yingying         | 6:2, 6:1         |
| 13. | 7. März 2010       | Hammond         | ITF $25.000       | Hartplatz         | Jamie Hampton         | 6:2, 6:1         |
| 14. | 6. Juni 2010       | Maribor         | ITF $50.000       | Sand              | Laura Pous Tió        | 6:3, 3:6, 6:4    |
| 15. | 14. Juli 2013      | Peking          | ITF $75.000+H     | Hartplatz         | Zhou Yimiao           | 6:2, 6:1         |
| 16. | 21. September 2013 | Guangzhou       | WTA International | Hartplatz         | Vania King            | 7:61, 6:1        |
| 17. | 3. November 2013   | Nanjing         | WTA Challenger    | Hartplatz         | Ayumi Morita          | 6:4, 0:0 Aufgabe |
| 18. | 22. November 2015  | Tokio           | ITF $100.000      | Hartplatz         | Nao Hibino            | 6:4, 6:1         |
| 19. | 28. Februar 2016   | Rancho Santa Fe | ITF $25.000       | Hartplatz         | Vania King            | 1:6, 7:5, 6:4    |
| 20. | 13. November 2016  | Tokio           | ITF $100.000      | Hartplatz         | Dalma Gálfi           | 4:6, 7:62, 6:2   |
| 21. | 23. Juli 2017      | Astana          | ITF $100.000+H    | Hartplatz         | Ysaline Bonaventure   | 6:3, 6:4         |
| 22. | 23. September 2017 | Guangzhou       | WTA International | Hartplatz         | Aleksandra Krunić     | 6:2, 3:6, 6:2    |
| 23. | 12. November 2017  | Tokio           | ITF $100.000      | Hartplatz         | Mihaela Buzărnescu    | 6:4, 6:0         |
| 24. | 26. November 2017  | Honolulu        | WTA Challenger    | Hartplatz         | Jang Su-jeong         | 0:6, 6:2, 6:3    |
| 25. | 17. November 2019  | Tokio           | ITF W100          | Hartplatz         | Jasmine Paolini       | 6:3, 7:5         |
| 26. | 6. März 2022       | Lyon            | WTA 250           | Hartplatz (Halle) | Dajana Jastremska     | 3:6, 6:3, 6:4    |
| 27. | 4. Mai 2025        | Gifu            | ITF W100          | Hartplatz         | Mananchaya Sawangkaew | 6:3, 6:4         |
| 28. | 20. Juli 2025      | Nottingham      | ITF W50           | Hartplatz         | Harmony Tan           | 6:4, 6:2         |

### Doppel
| Nr. | Datum              | Turnier         | Kategorie         | Belag             | Partnerin           | Finalgegnerinnen                        | Ergebnis          |
| --- | ------------------ | --------------- | ----------------- | ----------------- | ------------------- | --------------------------------------- | ----------------- |
| 1.  | 23. Juli 2006      | Chongqing       | ITF $25.000       | Hartplatz         | Ren Jing            | Ji Chunmei Sun Shengnan                 | 6:4, 6:3          |
| 2.  | 30. Juli 2006      | Chengdu         | ITF $25.000       | Hartplatz         | Ren Jing            | Xia Huan Xu Yifan                       | 6:4, 6:2          |
| 3.  | 15. Juli 2007      | Miyazaki        | ITF $25.000       | Teppich           | Zhao Yijing         | Natsumi Hamamura Ayaka Maekawa          | 6:4, 6:4          |
| 4.  | 22. März 2009      | Teneriffa       | ITF $25.000       | Hartplatz         | Sun Shengnan        | Paula Fondevila Castro Laura Thorpe     | 6:1, 6:2          |
| 5.  | 7. Juni 2009       | Komoro          | ITF $25.000       | Sand              | Xu Yifan            | Shūko Aoyama Miki Miyamura              | 6:3, 6:2          |
| 6.  | 8. August 2010     | Peking          | ITF $75.000+H     | Hartplatz         | Sun Shengnan        | Ji Chunmei Liu Wanting                  | 4:6, 6:2, [10:5]  |
| 7.  | 5. Juni 2011       | Nottingham      | ITF $75.000+H     | Rasen             | Kimiko Date-Krumm   | Raquel Kops-Jones Abigail Spears        | 6:4, 7:67         |
| 8.  | 16. Oktober 2011   | Ōsaka           | WTA International | Hartplatz         | Kimiko Date-Krumm   | Vania King Jaroslawa Schwedowa          | 7:5, 3:6, [11:9]  |
| 9.  | 6. November 2011   | Grapevine       | ITF $50.000       | Hartplatz         | Jamie Hampton       | Lindsay Lee-Waters Megan Moulton-Levy   | 6:4, 6:0          |
| 10. | 5. Mai 2012        | Oeiras          | WTA International | Sand              | Chuang Chia-jung    | Jaroslawa Schwedowa Galina Woskobojewa  | 4:6, 6:1, [11:9]  |
| 11. | 22. September 2012 | Guangzhou       | WTA International | Hartplatz         | Tamarine Tanasugarn | Jarmila Gajdošová Monica Niculescu      | 2:6, 6:2, [10:8]  |
| 12. | 27. September 2013 | Ningbo          | WTA Challenger    | Sand              | Chan Yung-jan       | Iryna Burjatschok Oksana Kalaschnikowa  | 6:2, 6:1          |
| 13. | 2. Februar 2014    | Pattaya         | WTA International | Hartplatz         | Peng Shuai          | Alla Kudrjawzewa Anastasia Rodionova    | 3:6, 7:65, [10:6] |
| 14. | 29. April 2018     | Istanbul        | WTA International | Sand              | Liang Chen          | Xenia Knoll Anna Smith                  | 6:4, 6:4          |
| 15. | 16. September 2018 | Hiroshima       | WTA International | Hartplatz         | Eri Hozumi          | Miyu Katō Makoto Ninomiya               | 6:2, 6:4          |
| 16. | 14. Oktober 2018   | Hongkong        | WTA International | Hartplatz         | Samantha Stosur     | Shūko Aoyama Lidsija Marosawa           | 6:4, 6:4          |
| 17. | 25. Januar 2019    | Australian Open | Grand Slam        | Hartplatz         | Samantha Stosur     | Tímea Babos Kristina Mladenovic         | 6:3, 6:4          |
| 18. | 21. August 2021    | Cincinnati      | WTA 1000          | Hartplatz         | Samantha Stosur     | Gabriela Dabrowski Luisa Stefani        | 7:5, 6:3          |
| 19. | 12. September 2021 | US Open         | Grand Slam        | Hartplatz         | Samantha Stosur     | Cori Gauff Catherine McNally            | 6:3, 3:6, 6:3     |
| 20. | 26. September 2021 | Ostrava         | WTA 500           | Hartplatz (Halle) | Sania Mirza         | Kaitlyn Christian Erin Routliffe        | 6:3, 6:2          |
| 21. | 12. Juni 2022      | Nottingham      | WTA 250           | Rasen             | Beatriz Haddad Maia | Caroline Dolehide Monica Niculescu      | 7:62, 6:3         |
| 22. | 11. Dezember 2022  | Angers          | WTA Challenger    | Hartplatz (Halle) | Alycia Parks        | Markéta Vondroušová Miriam Kolodziejová | 6:2, 6:2          |
| 23. | 12. Februar 2023   | Abu Dhabi       | WTA 500           | Hartplatz         | Luisa Stefani       | Shūko Aoyama Chan Hao-ching             | 3:6, 6:2, [10:8]  |
| 24. | 27. Oktober 2024   | Guangzhou       | WTA 250           | Hartplatz         | Kateřina Siniaková  | Katarzyna Piter Fanny Stollár           | 6:4, 6:1          |
| 25. | 26. Juli 2025      | Washington      | WTA 500           | Hartplatz         | Taylor Townsend     | Caroline Dolehide Sofia Kenin           | 6:1, 6:1          |

## Karrierestatistik und Turnierbilanz

### Einzel
| Turnier         | 2007 | 2008 | 2009 | 2010 | 2011 | 2012 | 2013 | 2014 | 2015 | 2016 | 2017 | 2018 | 2019 | 2020 | 2021 | 2022 | 2023 | 2024 | 2025 | Karriere |
| --------------- | ---- | ---- | ---- | ---- | ---- | ---- | ---- | ---- | ---- | ---- | ---- | ---- | ---- | ---- | ---- | ---- | ---- | ---- | ---- | -------- |
| Australian Open | Q1   | Q3   | —    | Q1   | 1    | 1    | —    | 1    | 1    | VF   | 2    | 2    | 3    | 3    | 1    | 3    | AF   | —    | 2    | VF       |
| French Open     | —    | Q2   | —    | 1    | 1    | 1    | —    | 1    | 1    | 2    | 3    | 2    | 2    | AF   | 1    | 1    | 1    | —    | Q2   | AF       |
| Wimbledon       | —    | —    | —    | Q2   | 1    | Q2   | —    | 1    | Q3   | 1    | 1    | 1    | VF   |      | 1    | 3    | 1    | 1    | 1    | VF       |
| US Open         | Q2   | 1    | Q2   | Q2   | 1    | Q3   | Q2   | 1    | Q2   | 3    | 3    | 1    | 3    | 1    | 2    | AF   | —    | 1    |      | AF       |

Zeichenerklärung: S = Turniersieg; F, HF, VF, AF = Einzug ins Finale / Halbfinale / Viertelfinale / Achtelfinale; 1, 2, 3 = Ausscheiden in der 1. / 2. / 3. Hauptrunde; Q1, Q2, Q3 = Ausscheiden in der 1. / 2. / 3. Qualifikationsrunde; nicht ausgetragen

### Doppel
Die letzte Aktualisierung erfolgte nach dem WTA-Turnier in Nottingham 2025.
| Turnier                   | 2010              | 2011              | 2012              | 2013              | 2014              | 2015              | 2016             | 2017              | 2018              | 2019              | 2020              | 2021              | 2022              | 2023              | 2024             | 2025             | T / T      | S/N        | Sieg%      |
| ------------------------- | ----------------- | ----------------- | ----------------- | ----------------- | ----------------- | ----------------- | ---------------- | ----------------- | ----------------- | ----------------- | ----------------- | ----------------- | ----------------- | ----------------- | ---------------- | ---------------- | ---------- | ---------- | ---------- |
| Australian Open           | –                 | 2                 | 1                 | –                 | 1                 | 1                 | –                | 2                 | –                 | S                 | 1                 | 1                 | 2                 | 2                 | –                | VF               | 1 / 11     | 13:10      | 57 %       |
| French Open               | –                 | 2                 | AF                | AF                | 1                 | –                 | 1                | 1                 | 1                 | VF                | AF                | 2                 | AF                | 2                 | 1                | 1                | 0 / 14     | 13:14      | 48 %       |
| Wimbledon                 | 2                 | AF                | 1                 | 2                 | 1                 | –                 | 2                | 1                 | 1                 | 2                 | n. a.             | 1                 | F                 | HF                | 2                | AF               | 0 / 14     | 18:14      | 56 %       |
| US Open                   | –                 | 2                 | VF                | 1                 | –                 | –                 | 2                | VF                | HF                | 1                 | 1                 | S                 | AF                | –                 | F                |                  | 1 / 11     | 25:10      | 71 %       |
| WTA Finals                | –                 | –                 | –                 | –                 | –                 | –                 | –                | –                 | –                 | HF                | n. a.             | RR                | –                 | –                 | –                |                  | 0 / 2      | 3:4        | 43 %       |
| Doha                      | n. a. / a. K.     | n. a. / a. K.     | –                 | AF                | AF                | a. K.             | –                | a. K.             | –                 | a. K.             | 1                 | a. K.             | VF                | a. K.             | –                | 1                | 0 / 5      | 3:5        | 38 %       |
| Dubai                     | –                 | 1                 | andere Kategorie  | andere Kategorie  | andere Kategorie  | –                 | a. K.            | –                 | a. K.             | –                 | a. K.             | –                 | a. K.             | AF                | AF               | HF               | 0 / 4      | 3:4        | 43 %       |
| Indian Wells              | –                 | –                 | 1                 | –                 | –                 | –                 | –                | AF                | –                 | 1                 | n. a.             | 1                 | 1                 | 1                 | 1                | HF               | 0 / 8      | 4:8        | 33 %       |
| Miami                     | –                 | –                 | 1                 | AF                | –                 | –                 | –                | 1                 | –                 | F                 | n. a.             | 2                 | 1                 | –                 | 1                | VF               | 0 / 8      | 8:8        | 50 %       |
| Madrid                    | –                 | –                 | AF                | 1                 | 1                 | –                 | –                | AF                | VF                | VF                | n. a.             | VF                | HF                | –                 | 1                | –                | 0 / 9      | 9:9        | 50 %       |
| Rom                       | –                 | –                 | –                 | 1                 | AF                | –                 | –                | 1                 | AF                | VF                | AF                | 1                 | VF                | –                 | 1                | 1                | 0 / 10     | 3:9        | 25 %       |
| Kanada                    | –                 | AF                | AF                | –                 | 1                 | –                 | –                | –                 | AF                | 1                 | n. a.             | –                 | VF                | AF                | VF               |                  | 0 / 8      | 7:7        | 50 %       |
| Cincinnati                | –                 | –                 | –                 | 1                 | –                 | –                 | –                | –                 | –                 | 1                 | 1                 | S                 | AF                | –                 | 1                |                  | 1 / 6      | 5:5        | 50 %       |
| Tokio                     | –                 | 1                 | –                 | –                 | n. a. bzw. a. K.  | n. a. bzw. a. K.  | n. a. bzw. a. K. | n. a. bzw. a. K.  | n. a. bzw. a. K.  | n. a. bzw. a. K.  | n. a. bzw. a. K.  | n. a. bzw. a. K.  | n. a. bzw. a. K.  | n. a. bzw. a. K.  | n. a. bzw. a. K. | n. a. bzw. a. K. | 0 / 1      | 0:1        | 0 %        |
| Peking                    | 1                 | 1                 | AF                | 1                 | 1                 | –                 | –                | –                 | 1                 | AF                | nicht ausgetragen | nicht ausgetragen | nicht ausgetragen | –                 | 1                |                  | 0 / 8      | 2:8        | 20 %       |
| Wuhan                     | nicht ausgetragen | nicht ausgetragen | nicht ausgetragen | nicht ausgetragen | –                 | –                 | –                | 1                 | 1                 | AF                | nicht ausgetragen | nicht ausgetragen | nicht ausgetragen | nicht ausgetragen | AF               |                  | 0 / 4      | 2:4        | 33 %       |
| Olympische Spiele         | n. a.             | n. a.             | AF                | nicht ausgetragen | nicht ausgetragen | nicht ausgetragen | AF               | nicht ausgetragen | nicht ausgetragen | nicht ausgetragen | nicht ausgetragen | –                 | n. a.             | n. a.             | 1                | n. a.            | 0 / 3      | 2:3        | 40 %       |
| Billie Jean King Cup      | PO                | –                 | K1                | –                 | K1                | –                 | –                | –                 | –                 | K1                | PO                | PO                | –                 | –                 | –                |                  | 0 / 5      | 6:2        | 75 %       |
| Statistik                 | Statistik         | Statistik         | Statistik         | Statistik         | Statistik         | Statistik         | Statistik        | Statistik         | Statistik         | Statistik         | Statistik         | Statistik         | Statistik         | Statistik         | Statistik        | Statistik        | S/N        | S/N        | Sieg%      |
| Gewonnene Titel           | 1                 | 3                 | 2                 | 1                 | 1                 | 0                 | 0                | 0                 | 3                 | 1                 | 0                 | 3                 | 2                 | 1                 | 1                | 0                | Gesamt: 19 | Gesamt: 19 | Gesamt: 19 |
| Gesamt-Siege/-Niederlagen | 13:11             | 26:18             | 31:18             | 19:17             | 18:16             | 2:5               | 3:5              | 12:11             | 21:10             | 26:21             | 5:10              | 36:25             | 35:21             | 19:16             | 31:27            | 26:14            | 323:245    | 323:245    | 57 %       |
| Jahresendposition         | 158               | 49                | 34                | 57                | 63                | 447               | 238              | 64                | 33                | 10                | 27                | 8                 | 25                | 34                | 27               |                  | N/A        | N/A        | N/A        |

Zeichenerklärung: S = Turniersieg; F, HF, VF, AF = Einzug ins Finale / Halbfinale / Viertelfinale / Achtelfinale; 1, 2, 3 = Ausscheiden in der 1. / 2. / 3. Hauptrunde; KF (kleines Finale) = unterlegen im Spiel um Platz drei; RR = Round Robin (Gruppenphase); n. a. = nicht ausgetragen; a. K. = andere Kategorie; PO (Play-off) = Auf- und Abstiegsrunde im Billie Jean King Cup; K1, K2, K3 = Teilnahme in der Kontinentalgruppe I, II, III im Billie Jean King Cup.
Anmerkung: Diese Statistik berücksichtigt alle Ergebnisse im Einzel bei ITF- und WTA-Turnieren. Als Quelle dient die ITF-Seite der Spielerin. Dargestellt sind nur WTA-Turniere der Kategorie Tier I (bis 2008), die WTA-Turniere der Kategorien Premier Mandatory und Premier 5 (2009–2020) bzw. die WTA-Turniere der Kategorie 1000 (seit 2021).

### Mixed
| Turnier         | 2012 | 2013 | 2014 | 2015 | 2016 | 2017 | 2018 | 2019 | 2020 | 2021 | 2022 | 2023 | 2024 | 2025 | Karriere |
| --------------- | ---- | ---- | ---- | ---- | ---- | ---- | ---- | ---- | ---- | ---- | ---- | ---- | ---- | ---- | -------- |
| Australian Open | —    | —    | —    | —    | —    | —    | —    | 1    | —    | —    | HF   | 1    | —    | VF   | HF       |
| French Open     | —    | AF   | —    | —    | —    | —    | AF   | VF   |      | —    | 1    | AF   | VF   | HF   | HF       |
| Wimbledon       | 1    | 1    | 2    | —    | 2    | —    | 2    | —    |      | HF   | AF   | —    | 1    | HF   | HF       |
| US Open         | —    | —    | —    | —    | —    | —    | HF   | 1    |      | 1    | HF   | —    | 1    |      | HF       |